# Nathalie Dubey
Pour les articles homonymes, voir Dubey.
 (juillet 2023).
Si vous disposez d'ouvrages ou d'articles de référence ou si vous connaissez des sites web de qualité traitant du thème abordé ici, merci de compléter l'article en donnant les références utiles à sa vérifiabilité et en les liant à la section « Notes et références ».
Nathalie Dubey est une metteur en scène et actrice, né le 8 mai 1974 à Genève en Suisse. Elle enseigne la diction et le théâtre au Cycle d'Orientation de Genève.

## Enseignement
- 2003 : Enseignement : Début des remplacements en Diction et Théâtre pour le DIP
- 2004 : Enseignement : Engagement fixe au C.O.des Colombières, Versoix, Genève

### Cinéma
- 2004 : Doublage version française de: Achtung, fertig, Charlie ! de (de) Mike Eschmann
- 2003 : Paul s'en va de Alain Tanner

### Mise en scène
- 2011 : Dans l'air du temps...

Avec l'Atelier Théâtre ; l'Atelier Orchestre et l'Atelier Chant du C.O. des Colombières de Versoix, Genève
- 2011 : Une folle envie de...
- 2010 : Concours littéraire 2010
- 2010 : Court sucre ou long sans sucre?
- 2008 : Fa si la, jouez!

Avec l'Atelier Théâtre et l'Atelier Orchestre du C.O. des Colombières de Versoix, Genève
- 2006 : Parlons-en

Avec l'Atelier-Théâtre du C.O. des Colombières de Versoix,Genève

## Théâtre
- 2005 : Les enfants sont des cons, mais j'aime bien les tigres  de Nathalie Dubey et Alexandra Thys, à partir des textes de X.Durringer, Théâtre Théâtre T/50, Genève
- 2003 : Müler factory  mise en scène : Michel Deutsch
- 2003 : L'audition  mise en scène : Michel Deutsch
- 2003 : Le plus bel âge de la vie  de Anne-Marie Delbart
- 2002 : L'audition  mise en scène : Michel Deutsch
- 2002 : L'atelier  mise en scène : Anne-Marie Delbart
- 2002 : Don Juan revient de guerre  de Valentin Rossier
- 2001 : Actes-sens-paroles  de Omar Porras
- 2001 : Shall we dance ?  comédie musicale de ESAD Avolio,Delbart,Maddeford,Perrin
- 2001 : Woyzeck  de (G.Büchner) ESAD Jean-Louis Hourdin
- 2000 : Cocteau de ESAD Richard Vachoux
- 2000 : Le mensonge  de (N.Sarraute) ESAD Claude Stratz
- 2000 : Le silence  de (N.Sarraute) ESAD Claude Stratz

## Autres présentations
- 2009 : Formation continue : Le théâtre au-delà de la littérature : autour du jeu de l'amour et du hasard
- 2008 : Stage : Le plaisir du jeu et de la clownerie
- 2008 : CD pour enfants : Capucine et Capucin 3
- 2005 : Stage : Le Corporal
- 2004 : Stage : Théâtre play-back
- 2004 : Stage : Le clown, histoires sans paroles
- 2004 : CD pour enfants : Capucine et Capucin 2

personnages : Mémé casse-cou ; Petit Pierre
- 2002 : Radio : Le coq est mort
- 2000 : Radio : Le condor

## Voix Off
- 2000 : Mon cinéma